# 泊車站 (鳥取縣)
泊車站（日语：／ Tomari eki */?）是屬於西日本旅客鐵道（JR西日本）的鐵路車站，位於日本鳥取縣東伯郡湯梨濱町。本站是JR西日本山陰本線的無人小站，位於中國統括本部的管轄範圍內。站名源自於過去的行政區東伯郡泊村，但該村已在2004年的平成大合併中與鄰近的幾個町合併為湯梨濱町。而山陰本線上的快速列車鳥取快車有部分班次會在本站停靠。

## 車站結構
本站為側式與島式2面3線的月台，可進行列車交會的待避地面車站。站內設有安全側線。

### 月台配置
| 月台 | 路線     | 方向 | 目的地         | 備註         |
| ---- | -------- | ---- | -------------- | ------------ |
| 1    | 山陰本線 | 上行 | 濱村、鳥取方向 |              |
| 2    | 山陰本線 | 下行 | 倉吉、米子方向 |              |
| 3    | 山陰本線 | 下行 | 倉吉、米子方向 | 只限待避列車 |
| 3    | 山陰本線 | 上行 | 濱村、鳥取方向 | 只限待避列車 |

## 相鄰車站
※快速「鳥取Liner」（只限下行一部分，上行半數停車）的相鄰停車站參見列車條目。
西日本旅客鐵道
 山陰本線
青谷－泊－松崎

## 相關連結
- 泊車站：其他使用相同站名的鐵路車站。